# Gruppo Coles
Il Gruppo Coles o Coles Group Limited (ex Coles Myer Limited) fu una società pubblica australiana che operò in numerose catene di negozi al dettaglio. Fu la seconda più grande catena al dettaglio d'Australia, dietro Woolworths Limited.
Fu acquisita da Wesfarmers, il 23 novembre 2007.